# Acrophaea dianata
Acrophaea dianata är en insektsart som beskrevs av Medler 2000. Acrophaea dianata ingår i släktet Acrophaea och familjen Flatidae. Inga underarter finns listade i Catalogue of Life.